# Giacomo Grosso

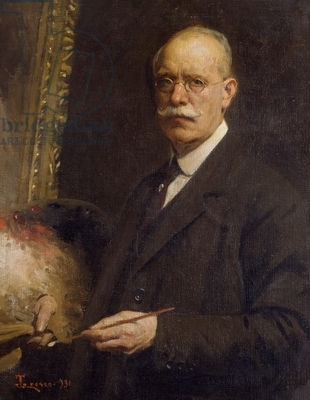
Giacomo Grosso, zelfportret, 1931

Giacomo Grosso (Cambiano, 23 mei 1860 – Turijn, 14 januari 1938) was een Italiaans kunstschilder. Aanvankelijk schilderde hij veel historische werken, later vooral portretten.

## Leven en werk

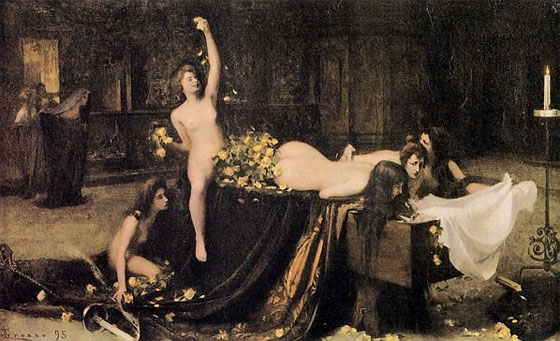
Het verloren gegane Supremo convegno (1895), dat een schandaal veroorzaakte op de Biënnale

Grosso was de zoon van timmerman Guglielmo Grosso en zijn vrouw Giovanna Vidotti. Dankzij een beurs van de gemeenteraad van Cambiano kon hij in 1873 gaan studeren aan de 'Accademia Albertina des Beaux Arts' in Turijn, waar hij een leerling werd van Andrea Gastaldi. In 1882 debuteerde hij tijdens de 24e 'Esposizione della Società di Incoraggiamento alle Belle Arti di Torino', om een jaar later af te studeren. In 1884 nam hij deel aan de 'Esposizione Generale Italiana', eveneens te Turijn, met een schilderij geïnspireerd op de roman La storia di una capinera van Giovanni Verga. Zijn vroege werk bestaat vooral uit historische taferelen.
Grosso zou vaak in Parijs verblijven en exposeren. Hij raakte daar bekend met vooraanstaande kunstenaarskringen. Vanaf de jaren 1890 zou hij zich vooral toeleggen op de portretteerkunst. Daarin toonde hij een groot technisch meesterschap. Hij kreeg veel opdrachten uit vooraanstaande aristocratische kringen. Ook schilderde hij vaak prikkelende naakten, zoals het bekende La nuda uit 1896, hetgeen hem vaak het verwijt van immoraliteit opleverde. Hij veroorzaakte een schandaal met zijn schilderij Supremo convegno tijdens de eerste Biënnale van Venetië in 1895. Op dit werk scharen zich een aantal naakten in een kerk rondom de stervende Don Juan, waarvoor mogelijk Friedrich Nietzsche model heeft gestaan. Supremo convegno ging verloren tijdens een scheepsramp, op weg naar de Verenigde Staten voor een expositie.
Na 1900 kreeg Grosso ook veel opdrachten uit Zuid-Amerika en reisde hij enkele malen naar Argentinië. In 1910 exposeerde hij met veel succes tijdens de 'International Centenary Exhibition' in Buenos Aires. In 1926 had hij een grote solo-expositie in 'Galleria Pesaro' te Milaan.
Vanaf 1906 bekleedde Grosso een leerstoel aan de Turijnse 'Accademia Albertina'. In 1922 werd hij opgenomen in het Franse Legioen van Eer en in 1929 werd hij in Italië benoemd tot senator. Grosso was gehuwd en had twee zonen. Hij overleed in 1938, 77 jaar oud.

## Galerij

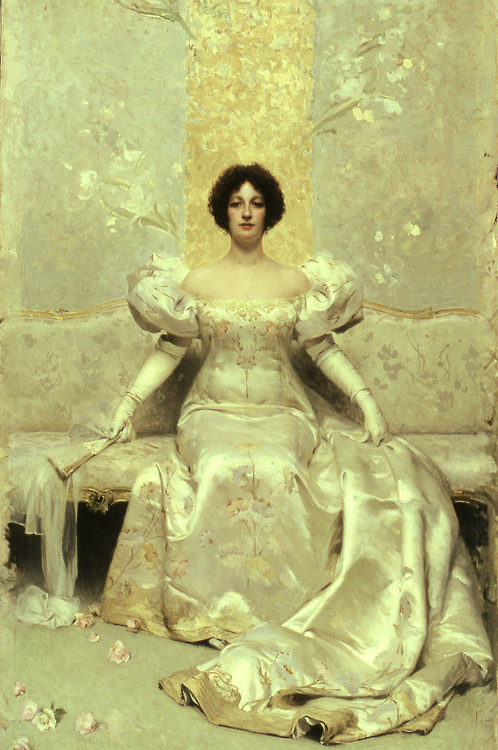
La femme
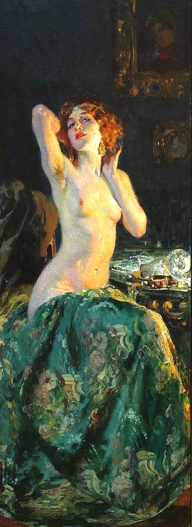
Nudo allo specchio
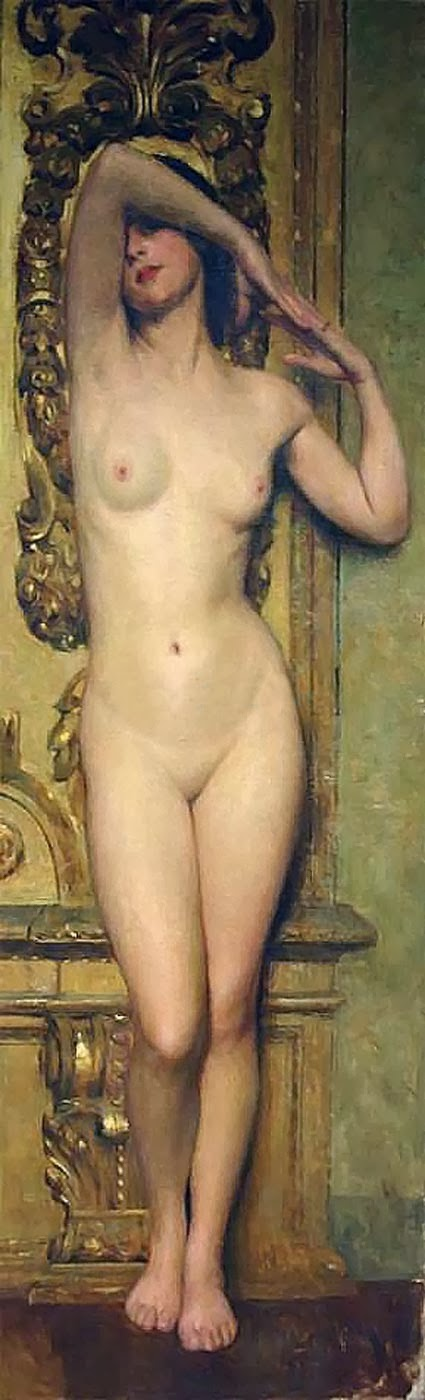
Nuda
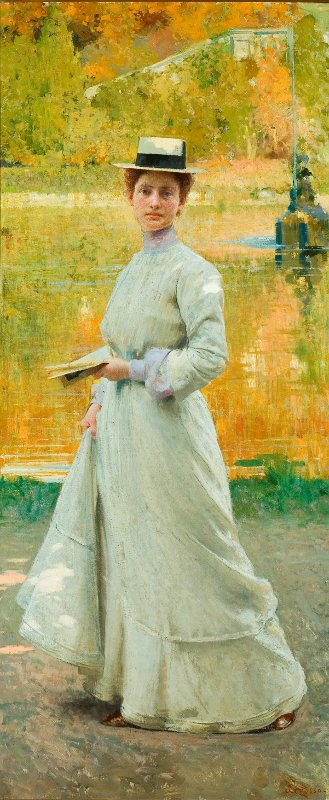
Ritratto allaria aperta
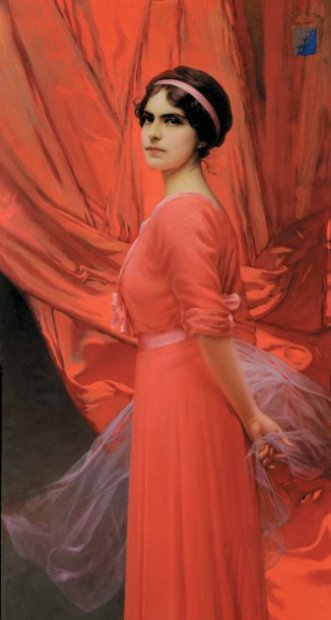
Ritratto di nobildonna
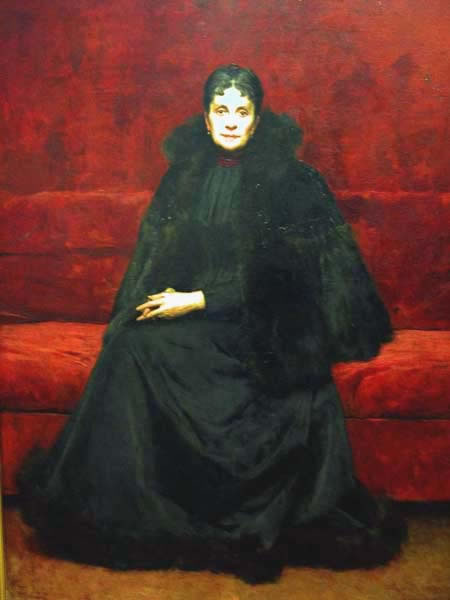
La signora Olympia Oytana Barucchi
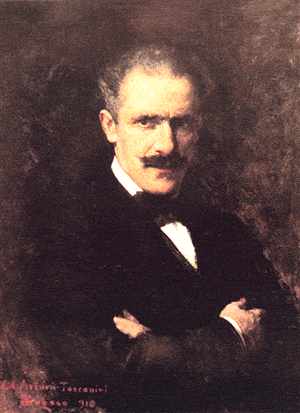
Arturo Toscanini
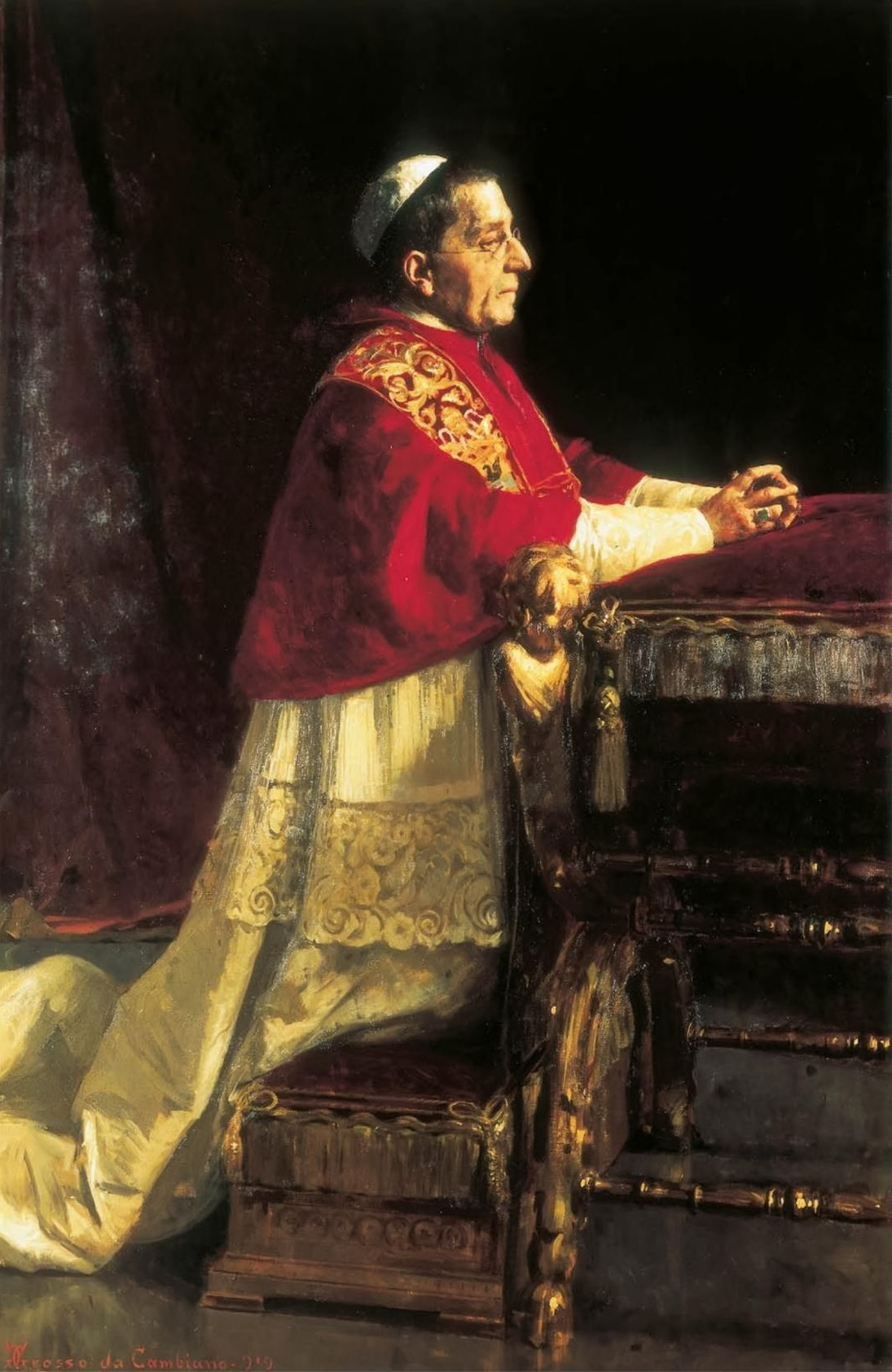
Paus Benedictus XV
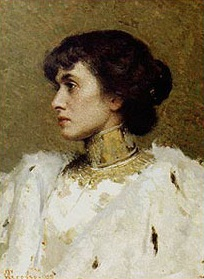
Signora in ermellino
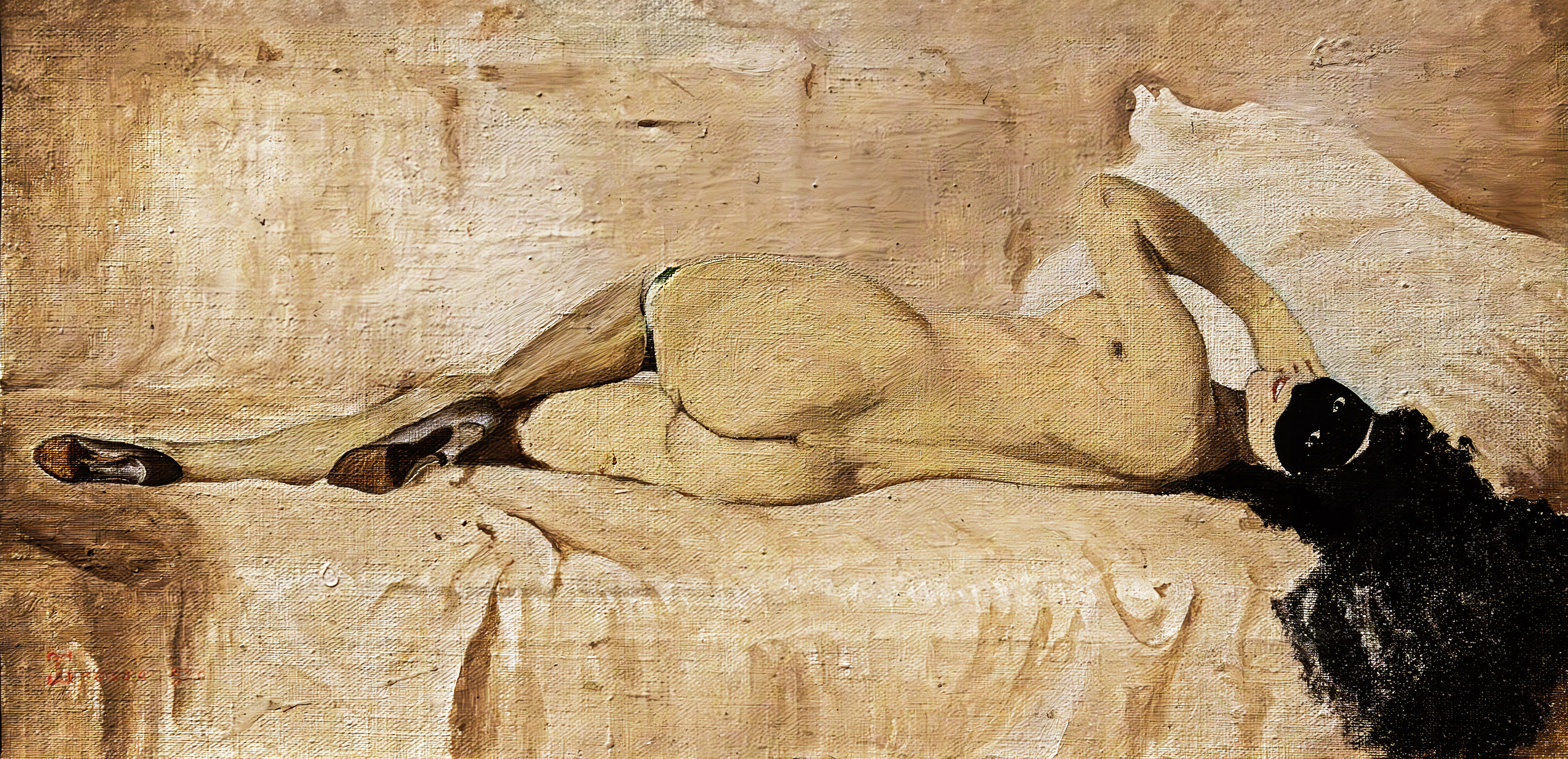
Nudo in maschera
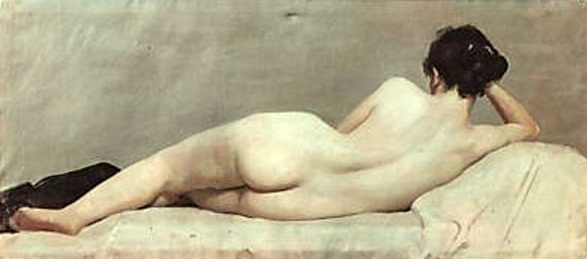
Nuda di donna